# Monnerville
Monnerville település Franciaországban, Essonne megyében. Lakosainak száma 377 fő (2022. január 1.). Monnerville Chalou-Moulineux, Angerville, Guillerval, Pussay, Andonville és Le Mérévillois községekkel határos.

## Népesség
A település népességének változása:
| Lakosok száma | 399  | 394  | 391  | 382  | 378  | 382  | 378  | 378  | 377  |
|               | 2013 | 2015 | 2016 | 2017 | 2018 | 2019 | 2020 | 2021 | 2022 |